# Bataille de Leliefontein
Seconde guerre des Boers
Batailles
Raid Jameson (décembre 1895 - janvier 1896)
- Doornkop

Front ouest (octobre 1899 - juin 1900)
- Kraaipan
- Belmont
- Graspan
- Modder River
- Stormberg
- Magersfontein
- Kimberley
- Paardeberg
- Poplar Grove
- Driefontein
- Sand River
- Mafeking
- Doornkop
- Biddulphsberg
- Lindley
- Diamond Hill

Front est (octobre 1899 - août 1900)
- Talana Hill
- Elandslaagte
- Rietfontein
- Bataille de Ladysmith
- Colenso
- Spion Kop
- Vaal Krantz
- Siège de Ladysmith
- Libération de Ladysmith
- Bergendal

Raids et guérillas (mars 1900 - mai 1902)
- Sanna's Post
- Mostertshoek
- Jammerbergdrift
- Roodewal
- Bothaville
- Leliefontein
- Nooitgedacht
- Vlakfontein
- Groenkloof
- Elands River
- Bloedrivier Poort
- Bakenlaagte
- Groenkop
- Tweebosch
- Rooiwal

La bataille de Leliefontein (également connue sous le nom de bataille de Witkloof) fut un affrontement qui se tint entre les forces canadiennes et boers durant la seconde guerre des Boers le 7 novembre 1900, à proximité de la rivière Komati à 30 kilomètres au sud de Belfast, à proximité de l'actuel barrage de Maguga.
Ce fut à l'occasion d'un retrait britannique des rives de la rivière Komati que les Canadiens du Royal Canadian Dragoons et du First Canadian Mounted Rifles eurent pour tâche de couvrir cette retraite des forces britanniques sous les ordres du général-major Horace Smith-Dorrien. Les Royal Canadian Dragoons sauvèrent deux canons canadiens pendant la bataille. Trois dragons, le sergent Edward James Gibson Holland, le lieutenant Richard Ernest William Turner et le lieutenant Hampden Zane Churchill Cockburn, reçurent la croix de Victoria pour leurs faits d'armes.